# 莫爾塔禮-戈利·巴亞特
莫爾塔禮-戈利·巴亞特（波斯語：مرتضی‌قلی بیات；英語：Morteza-Qoli Bayat，1890年－1958年）是一位伊朗總理。
巴亞特出生於阿拉克一個古老的伊朗部落貴族。他是阿拉克民主黨的創立者。
卡扎爾王朝的終結與他有莫大的關係。1925年，他成為伊朗總理穆罕默德-阿里·福魯吉的財政部長，又曾經多次獲選為伊朗議會的阿拉克代表。

## 註腳
1. ↑  Majd 2008，第300頁